# HAVE QUICK
HAVE QUICK is een systeem om militair luchtvaartradioverkeer af te schermen, zodat het niet door niet-bevoegden beluisterd kan worden.
Na het einde van de Tweede Wereldoorlog was de gebruikelijke standaard voor het militair luchtvaartradioverkeer beperkt tot ingebouwde amplitudemodulatie (AM)-zend/ontvangers werkend in het UHF-frequentiegebied van 225–400 megahertz (MHz). Deze AM-toestellen werden zowel gebruikt voor het korteafstandradioverkeer tussen de ingezette vliegtuigen zelf, als voor de communicatie tussen grondstations en de vliegtuigen.  
Tot de oorlog in Vietnam waren nooit maatregelen genomen tot het beveiligen van deze tactische verbindingen zodat dit radioverkeer door iedereen met vrij eenvoudige middelen beluisterbaar was. Vanaf het begin van de jaren ’70 van de 20e eeuw behoorde dit met een scanner en een goede antenne al tot de mogelijkheden.  
Ook het storen van dit radioverkeer was vrij simpel; door het uitzenden van muziek, een draaggolf of andere stoorsignalen op de gebruikte frequentie werd de communicatie vervormd of totaal onmogelijk gemaakt.
Met het HAVE QUICK-programma werd hieraan een einde gemaakt. De ontwikkeling van nieuwere communicatiemiddelen uitgerust met all-band-frequentiesynthesizers en met toetsenborden en displays voor het ingeven en uitlezen van tactische gegevens zette deze beweging in gang. Alles wat nu nog benodigd was voor het maken van een beveiligde verbinding was een computergestuurde klok en een speciale microprocessor waarmee frequentieverspringing (frequency hopping, het gecontroleerd verspringen in frequentie) in het radioverkeer mogelijk werd. 
Bij het gebruik van HAVE QUICK-communicatieapparatuur in militaire vliegtuigen en bij de grondstations wordt bij het opstarten met behulp van een gps-ontvanger eerst exact de juiste tijd ingevoerd. Daarna wordt de code van de dag ingevoerd; dit werkt als een sleutel en netnummer waarmee meerdere HAVE QUICK-netwerken voor die dag met elkaar verbonden kunnen worden. De dagcode en het netnummer worden ingevoerd in een cryptografische nummergenerator die de frequentiewijzigingen controleert. 
Dit maakt het beluisteren van het radioverkeer met een gewone ontvanger bijna onmogelijk; het enige wat met een zeer snelle scanner op te vangen is zijn toevallige gespreksflarden met een duur van enkele seconden. 
Ook het storen van het radioverkeer wordt hierdoor meteen een stuk moeilijker; de enige mogelijkheid die een eventuele vijand heeft is het opwekken van storingen die de complete militaire luchtvaartband lamleggen, maar hiermee wordt ook zijn eigen communicatie getroffen. 
HAVE QUICK is beslist geen encryptiesysteem. De met HAVE QUICK uitgeruste communicatiesystemen kunnen wel apart met het Vinson-encryptiesysteem  worden uitgerust. Alle communicatie die met deze apparatuur wordt gevoerd is volledig beveiligd en ontoegankelijk voor anderen.
HAVE QUICK is niet compatibel met het op de grond gebruikte Single Channel Ground Airborne Radio System (SINCGARS). De FM-radio’s die op de grond worden gebruikt werken in het VHF-frequentiegebied met een beperkte verspringmethode.
Het HAVE QUICK-systeem werd vanaf 2004 standaard ingevoerd voor alle Amerikaanse militaire vliegtuigen en grondstations. Inmiddels is het systeem al verbeterd tot HAVE QUICK II-standaard. HAVE QUICK II is geïntegreerd in het nu door de NAVO gebruikte operationele Second generation Anti-jamming Tactical Uhf Radio for Nato (SATURN)-communicatiesysteem.